# Lithognathus lithognathus
La herrera del Cabo (Lithognathus lithognathus) es una especie de peces de la familia Sparidae en el orden de los Perciformes.

## Morfología
Los machos pueden llegar alcanzar los 200 cm de longitud total.

## Distribución geográfica
Se encuentra en las  costas de Sudáfrica.